# Chef héréditaire (Canada)
Au Canada, on désigne par chef héréditaire, un type de dirigeant autochtone. Il possède ce statut soit en étant le descendant d'une lignée de chefs, ou bien en ayant été choisi par les aînés d'une Première Nation. Ce type de gouvernance est traditionaliste et ne possède pas d'assises légales. Depuis 1879, la Loi sur les Indiens a instauré des chefs de bande, qui eux sont élus et jouissent d'un statut légal.
On retrouve principalement ce type de gouvernance traditionnelle au sein des Premières Nations de la Colombie-Britannique.